# Znalazłem cię
Znalazłem cię (hindi कोई मिल गया / Koi... Mil Gaya) – indyjski film z 2003 roku w reżyserii Rakesha Roshana. Główne role zagrali w filmie Rekha, Hrithik Roshan i Preity Zinta. Zdjęcia kręcono w Indiach (m.in. stan Uttarakhand) i Kanadzie (m.in. Vancouver, Alberta).
Tematem filmu jest los upośledzonego chłopca Rohita wyleczonego przez zaprzyjaźnionego kosmitę. Główny bohater, wyszydzony przez rówieśników, odzyskuje poczucie godności dzięki przyjaźni i miłości.

## Obsada
- Rekha – Sonia Mehra, matka Rohita
- Hrithik Roshan – Rohit Mehra
- Preity Zinta – Nisha
- Rakesh Roshan – Sanjay Mehra, ojciec Rohita
- Prem Chopra – Harbans Saxena
- Rajat Bedi – Raj Saxena
- Johnny Lever – Chelaram Sukhwani
- Mukesh Rishi – inspektor Khurshid Khan
- Hansika Motwani – Priya Six

## Piosenki
1. Haila Haila (Udit Narayan & Alka Yagnik)
2. Idhar Chala Main Udhar Chala (Udit Narayan & Alka Yagnik)
3. In Pancchiyon (Shaan, Kavita Krishnamurthy & Baby Sneha)
4. Instrumental Theme (Preeti Uttam)
5. It's Magic (Taz – śpiew)
6. Jadoo Jadoo (Adnan Sami & Alka Yagnik)
7. Jadoo Jadoo 2 (Udit Narayan & Alka Yagnik)
8. Koi Mil Gaya (Udit Narayan & Chithra)

## Nagrody Filmfare i nominacje
- Nagroda Filmfare dla Najlepszego Filmu – Rakesh Roshan
- Nagroda Filmfare dla Najlepszego Reżysera – Rakesh Roshan
- Nagroda Filmfare dla Najlepszego Aktora – Hrithik Roshan
- Nagroda Filmfare Krytyków dla Najlepszego Aktora – Hrithik Roshan
- Nagroda Filmfare za Najlepszą Choreografię – Farah Khan za "Idhar Chala"

### Nominacje do
- Nagrody Filmfare dla Najlepszej Aktorki – Preity Zinta
- Nagrody Filmfare dla Najlepszej Aktorki Drugoplanowej – Rekha
- Nagrody Filmfare dla Najlepszego Aktora Komediowego – Johnny Lever
- Nagrody Filmfare za Najlepszą Muzykę – Rajesh Roshan
- Nagrody Filmfare za Najlepszy Playback Męski – Udit Narayan za "Idhar Chala"
- Nagrody Filmfare za Najlepszy Playback Kobiecy – Chitra za "Koi Mil Gaya"